# Trekzak

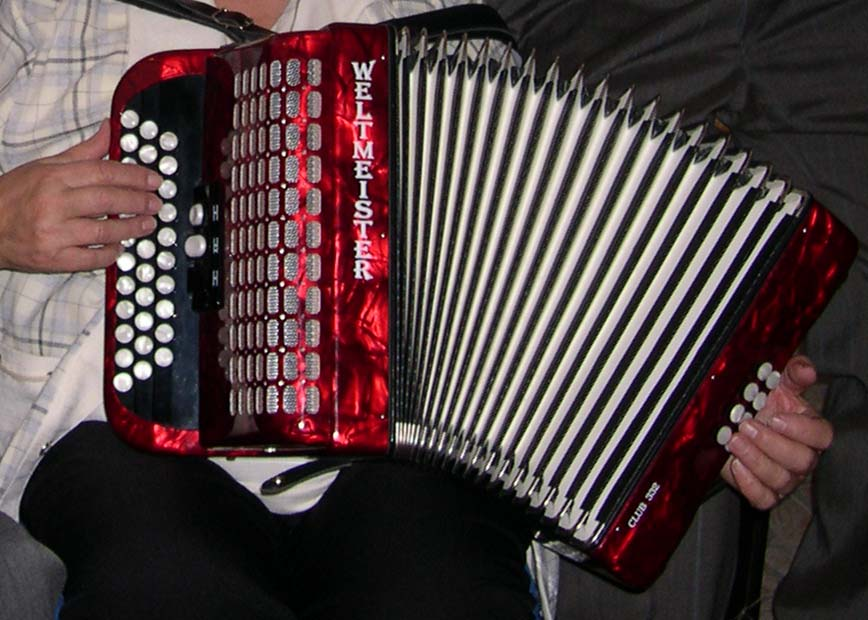
Trekzak met 3 rijen knoppen

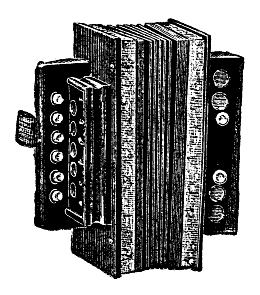
1-rijerharmonica

Een trekzak, (trek)harmonica of diatonische accordeon (in Engelstalige landen zijn de benamingen zoals melodeon of diatonic button-accordion gebruikelijk) is een muziekinstrument dat verwant is aan de accordeon. Het is gebaseerd op het principe van de doorslaande tong (in plaats van een opslaand of dichtslaand riet, zoals bij de rietinstrumenten). Hoewel een trekzak en een kleine knopaccordeon veel uiterlijke gelijkenis hebben, zijn het wezenlijk verschillende instrumenten.
Het instrument bestaat uit twee kasten met tongplaten. Deze zijn met elkaar verbonden door een blaasbalg die met beide handen uitgetrokken en ingeduwd kan worden. De vingers van beide handen openen ventielen naar de tongen door middel van knoppen. Met de rechterhand worden melodietonen gespeeld, met de linker begeleidingsakkoorden, net als bij een accordeon.
Er zijn verschillende soorten trekzakken: een-, twee- en drierijers. Op de oudste vormen bevond zich maar één rij knoppen voor de rechterhand, waarmee men een diatonische toonladder ten gehore kon brengen. 
Het instrument is, net als de bandoneon en de mondharmonica, wisseltonig. Dit wil zeggen dat bij duwen en trekken dezelfde knop een andere toon produceert, meestal een secunde verschillend. Bij een accordeon is dat niet zo.
Een trekzak is ook diatonisch. Dat betekent dat de tonen ontbreken die overeenkomen met de zwarte toetsen van een piano. Hierdoor is het niet mogelijk elke willekeurige melodie te spelen op een eenrijertrekzak.
| duwen   | 1C | 1E | 1G | C  | E | G | c | e | g | c' |
| trekken | 1D | 1F | 1A | 1B | D | F | A | B | d | f  |

De baskant van een eenrijer trekzak heeft doorgaans 4 knoppen, twee basknoppen en twee akkoordknoppen:
| duwen   | C c | F f |
| trekken | G g | F f |

De trekzak werd in het midden van de 19e eeuw een populair instrument in de Vlaamse en Nederlandse volksmuziek en mag zich sinds de jaren 1970-80 in een beperkte kring van de beoefenaren van de volksmuziek weer op een ruime belangstelling verheugen. Ook in de Ierse volksmuziek wordt het instrument veel bespeeld. In Nederland is de trekzak vooral populair in de noordelijke (Groningen, Friesland) en oostelijke provincies. In Brabant en Limburg wordt op de Steierische trekzak vooral Duitse en Oostenrijkse volksmuziek gespeeld.
Er bestaan veel verschillende soorten systemen van trekzakken. Allereerst zijn er trekzakken met één rij, twee rijen, tweeënhalve rij en drie rijen. Minder voorkomend zijn trekzakken met vier of vijf rijen. Daarnaast kunnen de stemmingen ook verschillend zijn, zoals GC, AD,GD en CF. Zo krijgt men een groot aantal verschillende soorten trekzakken.

## Diverse benamingen voor de melodeon of trekzak
Algemeen: harmonica, trekharmonica, diatonische harmonica, schippersklavier, monika (Brabant), trekbuul (Twente en Limburg), kwetsbuul of knijpzak (Limburg), moenieke (Stellingwerven), loekbealch (Friesland), pokkelorgel (Groningen), hottevot en boekorgel (Drenthe), pensorgel (Zuid-Nederland), diverse namen: troet, speelkassie, open en toe, jammerorgel, heen-en-weertje, luizenpletter, scheurijzer, knopenkast of knoppenkast, armeluisorgel, tietenpletter en zuigspinet. Het bespelen van de trekzak heeft een paar uitdrukkingen zoals: hottevotten, raspen, en zagen.